# Atmofiel element
Een atmofiel element is een scheikundig element dat meestal in gasvorm voorkomt en daarom op Aarde voornamelijk in de atmosfeer te vinden is.
Atmofiele elementen zijn: waterstof, stikstof en alle edelgassen (helium, neon, argon, krypton, xenon en radon).